# Jagdgruppe 4
Jagdgruppe 4 – JGr 4 – wyspecjalizowana jednostka lotnicza Luftstreitkräfte z okresu I wojny światowej.
Jagdgruppe była tymczasową grupą bojową składającą się z kilku współpracujących ze sobą eskadr myśliwskich. Jagdgruppe 4 była jedną z dłużej działających tymczasowych zgrupowań jednostek myśliwskich. 

## Struktura grupy
W różnych okresach w jej skład wchodziły różne eskadry myśliwskie. Między innymi w jej skład wchodziły:
- Jagdstaffel 2 od listopada 1917 roku i potem już jako część Jagdgeschwader Nr. III do 15 marca 1918 roku,
- Jagdstaffel 21
- Jagdstaffel 23 od 4 lutego do 15 marca 1918 roku
- Jagdstaffel 47 od 29 grudnia 1917 roku do 8 marca 1918 roku,
- Jagdstaffel 26 jako część Jagdgeschwader Nr. III do 15 marca 1918 roku,
- Jagdstaffel 27 jako część Jagdgeschwader Nr. III do 15 marca 1918 roku
- Jagdstaffel 36 od lutego do marca 1918 roku,
- Jagdstaffel 58
- Jagdstaffel 59
- Jagdstaffel 60 od 29 czerwca
- Jagdstaffel 81

## Dowódcy Grupy
| Stopień   | Nazwisko                | Okres                   |
| --------- | ----------------------- | ----------------------- |
| Rotmistrz | Kurt-Bertram von Döring | xx.02.1918 – 30.11.1918 |